# 琱玉集
『琱玉集』（ちょうぎょくしゅう）は唐代に作られた私撰の類書の一種で、さまざまな書物に見える逸話を分類して配列したものである。
巻12と巻14のみが日本に残る。日本の国宝である。

## 概要
『日本国見在書目録』には15巻とする。『崇文総目』と『通志』芸文略には『琱玉集』20巻と記す。
著者は明らかでない。作られた年代もはっきりしないが、西野貞治によると7世紀末から8世紀初頭の成立と考えられるという。
中国でははやく失われたが、天平19年（747年）に筆写された巻12と巻14の写本を名古屋の真福寺宝生院（大須観音）が所蔵し、国宝に指定されている。戦後長期にわたって東京国立博物館に寄託されていたが、2015年に名古屋に戻った。
ほかに敦煌文献の S.2072 は『琱玉集』の残巻であるという。
清末の『古逸叢書』によって中国でも知られるようになった。日本では影印本が古典保存会から出版されている（1933年）。

## 構成
巻12 聡慧 壮力 鑑識 感応
巻14 美人 醜人 肥人 痩人 嗜酒 別味 祥瑞 怪異
S.2072 工書 善射 方術 善相 鑑識 鑑卜 占夢 高士 勤学 志節 儒行

## 関連文献
- 柳瀬喜代志、矢作武『琱玉集注釈』汲古書院、1985年。